# Mönckebergstraße (metropolitana di Amburgo)
Mönckebergstraße è una fermata della metropolitana di Amburgo, sulla linea U3.